# Varde Gymnasium
Varde Gymnasium, etableret 1968, er et dansk gymnasium og hf-kursus, beliggende i Vardes nordlige udkant, ved skovbrynet. Skovbrynet er den sydlige del af skoven Lunden, hvor Troldhøjen ligger. Gymnasiet har ca. 700 elever.
Gymnasiet blev oprindelig etableret af Varde Kommune og havde i begyndelse til huse i midlertidige lokaler i midtbyen. I 1971 blev de nuværende bygninger indviet. I 1980 fulgte en udvidelse af bygningerne, således at skolen i dag råder over 9.375 kvm. Skolen blev fra 1970-2006 drevet af Ribe Amt, men er i dag i lighed med landets øvrige gymnasier en selvejende institution.
I anledning af Varde Gymnasiums 40 års jubilæum afholdtes der jubilæumsfest med gamle og nye elever d. 27. september 2008.

## Elevorganisationer
Varde Gymnasium har flere forskellige elevorganisationer, som styres af eleverne selv. Det ledende organ her er elevrådet.
Elevrådet består af én elev fra alle klasserne på tværs af årgangene samt fire elever, der vælges på stormødet i starten af skoleåret.
Warwath er skolens festkomité, der sørger for at få organiseret gymnasiefester og fredagscaféer. Warwath består af 21 elever fra skolen, som alle er blevet valgt ind af skolens elever på baggrund af auditioner.
OD (Operation Dagsværk) organiserer Varde Gymnasiums bidrag til årets Operation Dagsværk projekt.
Mercurius er skolebladet, hvor en række elever frivilligt bidrager til bladet ved at skrive artikler. Faste indslag her er Lederen, Frøsiden, Semisiden, Storkesiden, Kærestelisten og Citatlisten.
Sangsamlingsudvalget sørger for at arrangere sangsamlingsarrangementer. Også her sørger eleverne selv for det – her er der dog også et par lærere, som hjælper til. Sangsamling er der, hvor eleverne får lov at folde sig ud på scenen foran resten af skolens elever via sang og musik. Det faste indslag er et show kaldet Udfordringen, hvor klasserne har mulighed for at udfordre hinanden på tværs af årgangene.

## Rektorer
- Morten Müller
- Finn Olsen

## Kendte studenter
- 1979: Christian Lund Jepsen, fhv. folketingsmedlem
- 1986: Margrethe Vestager, politiker, fhv. minister og EU-kommissær
- ca. 2000: Mette Bluhme Rieck, journalist ved Danmarks Radio